# Asingana delicata
Asingana delicata är en fjärilsart som beskrevs av Lucas 1892. Asingana delicata ingår i släktet Asingana och familjen nattflyn. Inga underarter finns listade i Catalogue of Life.